# Japanse Binnenzee
De Japanse Binnenzee (Jp.: 瀬戸内海, Seto Naikai, Seto Binnenzee) is de naam van de binnenzee die de eilanden Honshu, Shikoku en Kyushu, drie van de vier hoofdeilanden van Japan, van elkaar scheidt.
De Japanse Binnenzee heeft van zuidwest naar noordoost een lengte van 450 km. De breedte varieert van 15 tot 55 km. De zee is op de meeste plaatsen ondiep. Haar gemiddelde diepte bedraagt 37,3 m. Het diepste punt is 105 m. De totale oppervlakte van deze zee beslaat 23.203 km². Langs de 7000 km kustlijn wonen ongeveer 35 miljoen mensen, wat ongeveer 27% van de totale bevolking van Japan is.
Er liggen ongeveer 3000 eilanden in de Japanse Binnenzee, de meeste ervan zijn onbewoond. In het noordoosten van de zee bevindt zich het grootste eiland, Awaji.

## Geografie
De Japanse Binnenzee wordt begrensd door vijf zeestraten :
- De Straat van Kammon (of de Straat van Shimonoseki) verbindt het westelijke deel van de Japanse Binnenzee met de Japanse Zee.
- De Straat van Hoyo verbindt het zuidwestelijke deel van de Japanse Binnenzee, via het Kanaal van Bungo, met de Stille Oceaan.
- In het noorden scheiden de Straat van Akashi en de Straat van Kitan de Japanse Binnenzee van de Baai van Osaka.
- De Straat van Naruto verbindt het oostelijk deel van de Japanse Binnenzee, via het Kanaal van Kii, met de Stille Oceaan.

De volgende prefecturen grenzen aan de Japanse Binnenzee:
- In Honshu : Wakayama, Ōsaka, Hyogo, Okayama, Hiroshima en Yamaguchi.
- In Kyushu : Fukuoka en Oita ;
- In  Shikoku : Ehime, Kagawa en Tokushima.

De belangrijkste kuststeden zijn Kobe, Ube, Okayama, Hiroshima, Iwakuni en Matsuyama.
De belangrijkste eilanden zijn :
- Oosten : Awaji, Shodoshima, Ieshima, Naoshima, Shiwaku.
- Centraal: Omishima, Innoshima, Itsukushima, Hinase, Kasaoka.
- Westen: Suooshima, Uwakai, Hashirajima.

## Bruggen

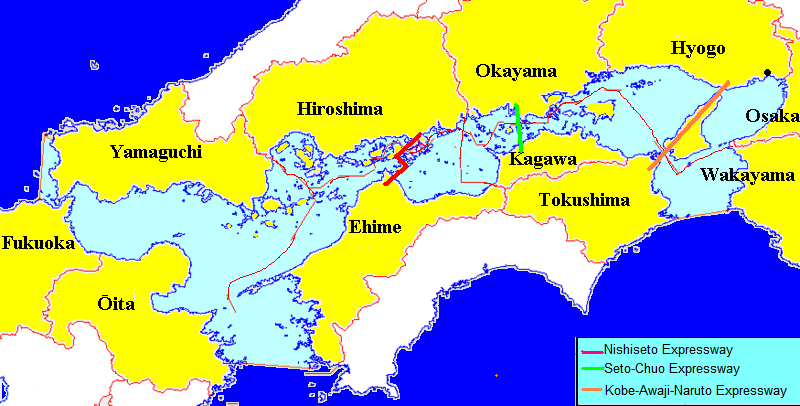
De Japanse Binnenzee: prefecturen en bruggen

De eilanden Honshu en Shikoku zijn door middel van drie brugsystemen met elkaar verbonden. De meest noordelijke van deze bruggen is de Akashi-Kaikyo-brug - de langste hangbrug van de wereld - over de Straat van Akashi. In het zuiden liggen de drie Kurushima-Kaikyo-bruggen.
De brugsystemen worden uitgebaat door de Honshu-Shikoku Bridge Expressway Company Limited.

### Kobe-Awaji-Naruto-Expresweg
Dit brugsysteem verbindt de prefectuur Hyogo met de prefectuur Tokushima. Het systeem bestaat uit twee hangbruggen, de Akashi-Kaikyo-brug tussen de stad Akashi in Hyogo en Awaji en de Ohnaruto-brug die Awaji verbindt met de stad Naruto. In het originele plan was er ook nog een treinverbinding voorzien over deze bruggen. Wegens economische problemen werd dit echter niet uitgevoerd.

### Seto-Chuo-Expresweg
Dit brugsysteem verbindt de prefectuur Okayama met de prefectuur Kagawa. Dit systeem bestaat uit zes aparte bruggen die samen als de Seto-Ohashi-brug bekend zijn. Afzonderlijk bestaat dit systeem uit de Shimotsui-Seto-brug, de Hitsuishijima-brug, de Iwakurojima-brug, de Yoshima-brug, de Kita-Bisan-Seto-brug en de Minami-Bisan-Seto-brug.

### Nishiseto-Expresweg
Dit brugsysteem verbindt de prefectuur Hiroshima met de prefectuur Ehime via in totaal 10 bruggen. Er wordt gebruikgemaakt van verschillende kleine eilanden die zich in de Japanse Binnenzee bevinden. De bruggen dragen de volgende namen: Shin-Onomichi-brug, Innoshima-brug, Ikuchi-brug, Tatara-brug, Ohmishima-brug, de twee Hakata-Oshima-bruggen en de drie Kurushima-Kaikyo-bruggen.

## Toerisme
De kusten van de Japanse Binnenzee zijn een van de grote toeristische trekpleisters van Japan. Nog voor Japan toegankelijk werd voor buitenlanders was de schoonheid van de Binnenzee reeds bekend en werd ze uitgebreid geprezen.
Het grootste deel van de zee maakt deel uit van het nationale park van Setonakai (瀬戸内海国立公園, Setonaikai Kokuritsu kōen). Dit park was een van de eerste nationale parken van Japan. Het werd opgericht op 16 maart 1934.
Het Itsukushima-schrijn op het eiland Miyajima (of Itsukushima) in de stad Hatsukaichi is door UNESCO erkend als Werelderfgoed. Shodoshima, bijgenaamd "het olijveneiland", en de draaikolk van Naruto in de Straat van Naruto zijn twee andere bekende toeristische plekken.